# Mariä-Geburt-Kathedrale (Sarajevo)

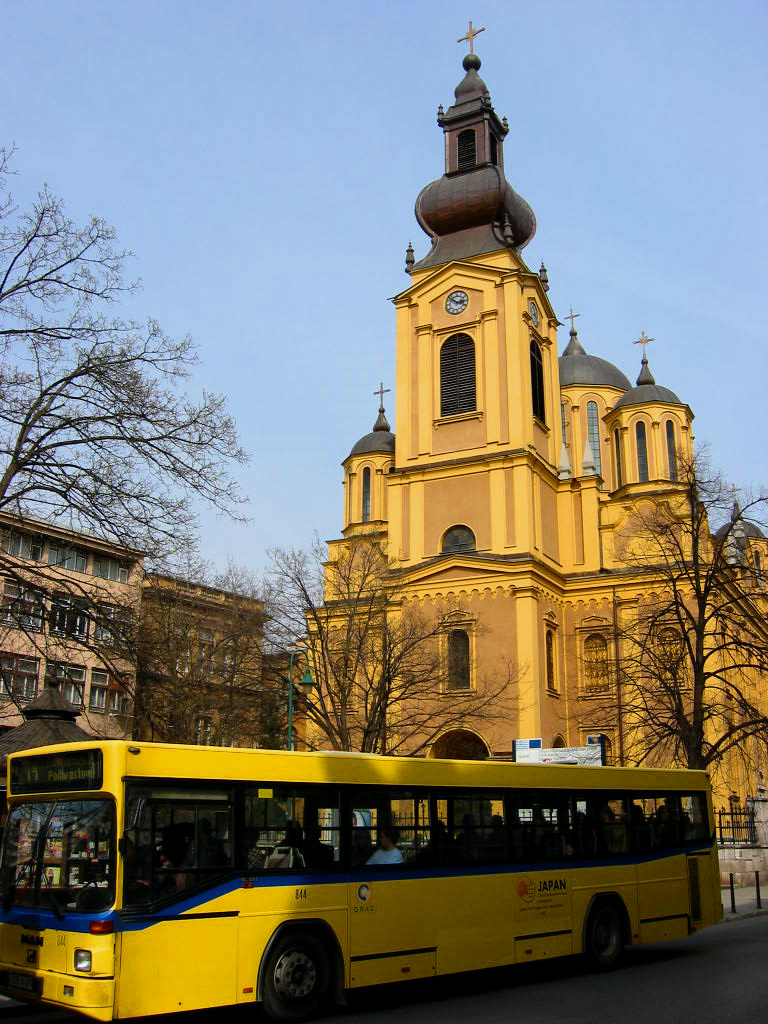
Kathedrale im Stadtzentrum

Die Mariä-Geburt-Kathedrale, auch Kathedrale zur Geburt der Allerheiligsten Gottesmutter  (serbokroatisch: Саборна Црква Рођења Пресвете Богородице, Saborna Crkva Rođenja Presvete Bogorodice) in Sarajevo, der Hauptstadt von Bosnien und Herzegowina, ist eine der größten orthodoxen Kirchen auf der Balkanhalbinsel.
Sie ist die Kathedrale der Metropolie Dabrobosnien der Serbisch-orthodoxen Kirche. Die Mariä-Geburt-Kathedrale steht im Stadtzentrum von Sarajevo, unweit der römisch-katholischen Herz-Jesu-Kathedrale. Erbaut wurde sie von 1859 bis 1874. Die Kathedrale ist der Geburt der Allerheiligsten Gottesmutter Maria, der Mutter Jesu gewidmet.

## Geschichte

### Bau
Die Entscheidung, die serbisch-orthodoxe Mariä-Geburts-Kathedrale in Sarajevo zu bauen, fiel Anfang des Jahres 1859, als die europäischen Großmächte Großbritannien, Frankreich und Russland immer mehr Druck auf das Osmanische Reich ausübten, seinen christlichen Bürgern religiöse Freiheit zu gewähren. Dazu gehörte der Bau von Kirchen. Der Pariser Frieden von 1856 schuf die Voraussetzung für den Bau der Kathedrale, da das Osmanische Reich der Forderung der europäischen Großmächte nachkam und Muslime und Christen gleichstellte.

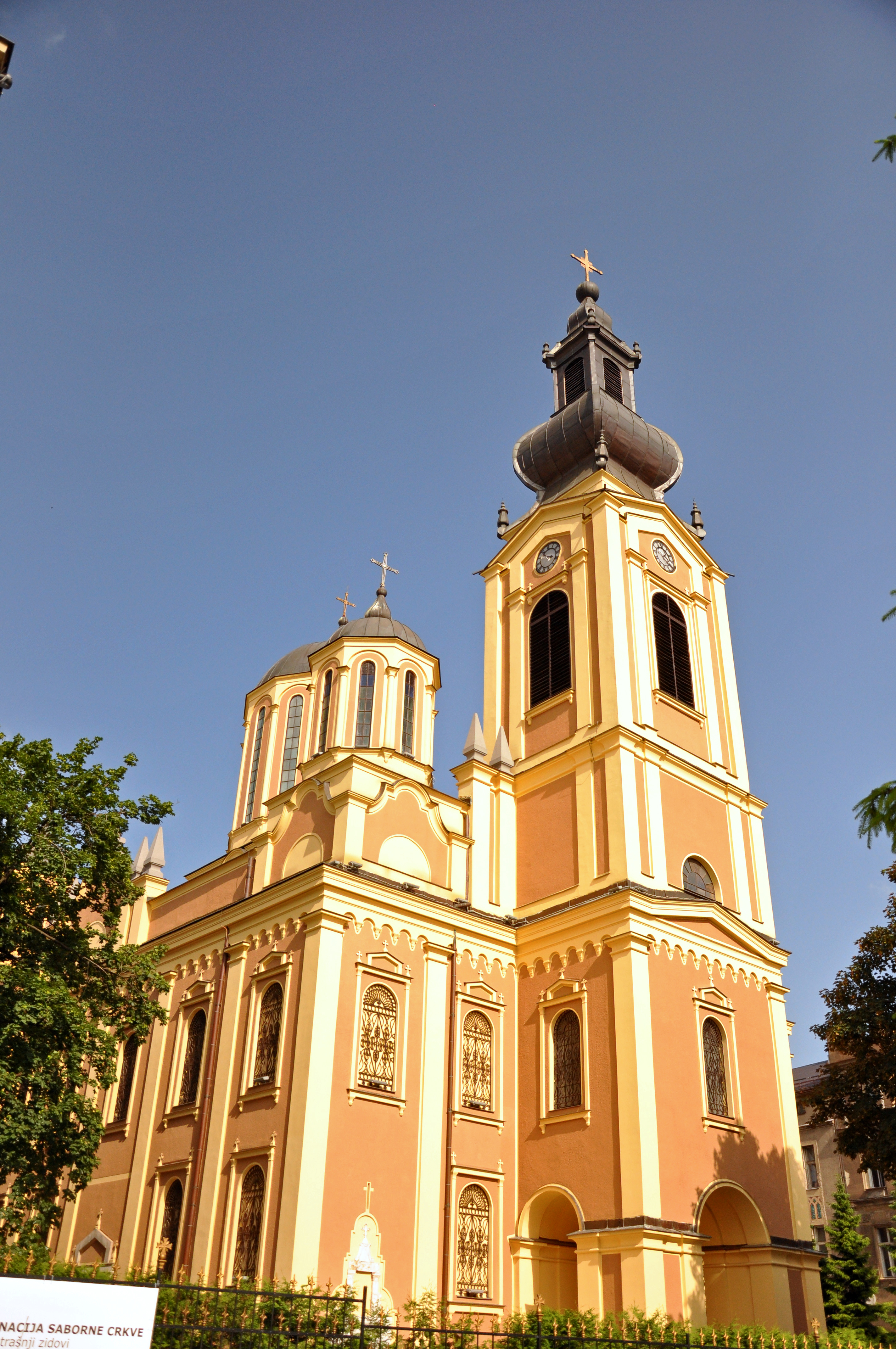
Die Mariä-Geburt-Kathedrale

Diese Gleichstellung ermöglichte es, neue Kirchen zu bauen, die alten Kirchen zu erneuern und christliche Schulen wieder zu öffnen. In dieser Periode kurz vor dem Ende der jahrhundertelangen osmanischen Herrschaft in Südosteuropa wurden eine Vielzahl von serbisch-orthodoxen Kathedralen gebaut, oft im Zentrum der jeweiligen Stadt, und wurden so zu den Bischofssitzen der Serbisch-Orthodoxen Kirche. Dazu gehören: die Serbisch-orthodoxe Kathedrale Hl. Erzengel Michael in Belgrad (1837–1845), die Serbisch-orthodoxe Kathedrale Hl. Großmärtyrer Georg in Novi Sad (Ende des 19. Jahrhunderts), die Serbisch-orthodoxe Kirche Hl. Großmärtyrer Georg in Smederevo (1850–1854), die Serbisch-orthodoxe Dreifaltigkeitskathedrale in Niš (1856–1872), die Serbisch-orthodoxe Kathedrale Hl. Vasilije Ostroški in Nikšić (1875–1880), die Serbisch-orthodoxe Dreifaltigkeitskathedrale in Mostar (1863–1873) und die Serbisch-orthodoxe Mariä-Geburt-Kathedrale zu Sarajevo (1859–1874).

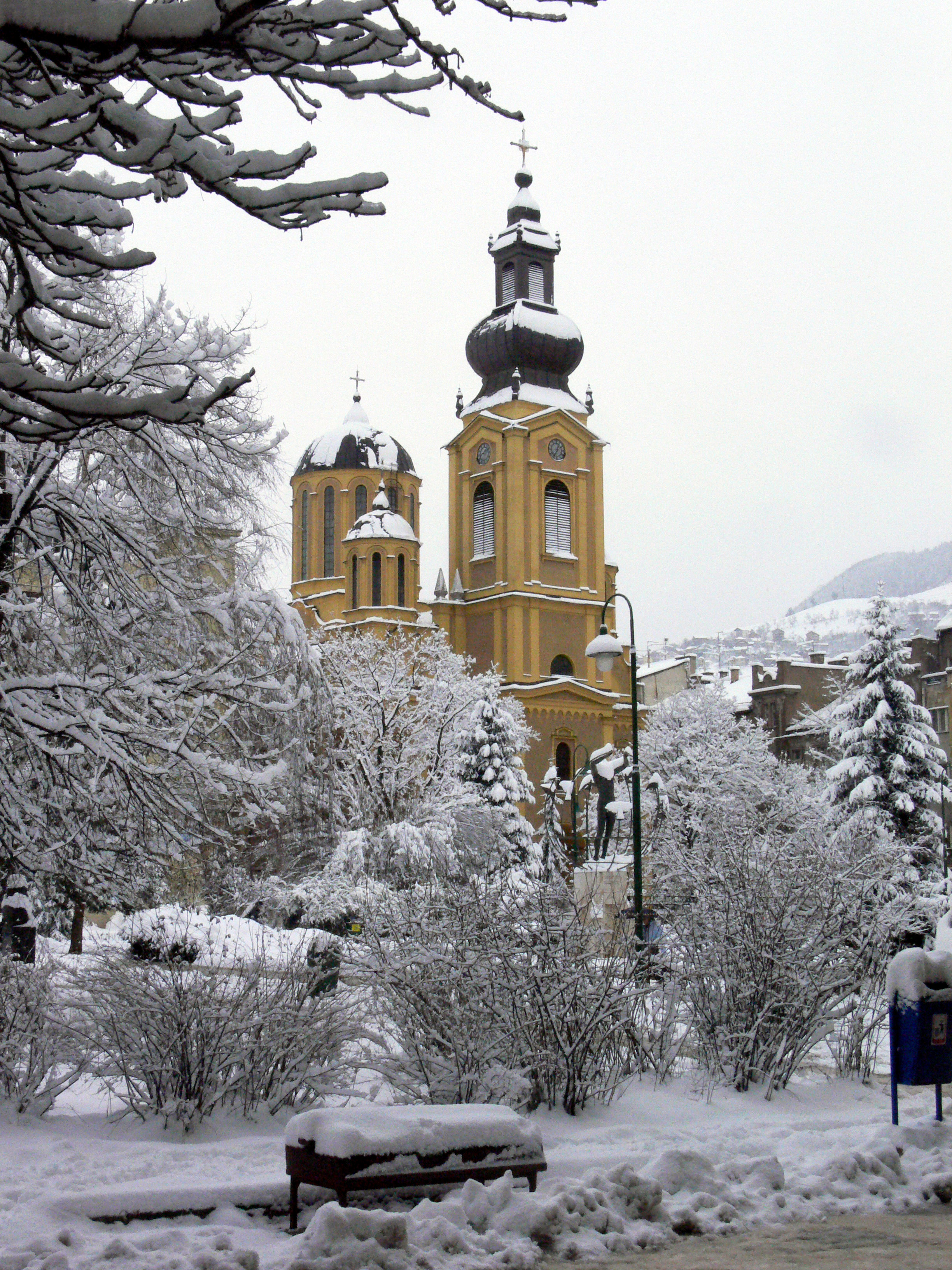
Kathedrale im Winter

Von 1859 bis 1862 wurde das Baumaterial gesammelt und das Bauland am rechten Ufer der Miljacka gekauft. 1863 begannen die Bauarbeiten mit Zustimmung des osmanischen Sultans. Am 11. Juni 1864 wurde das Fundament der Kathedrale gesegnet. Der Bau der Kathedrale dauerte insgesamt elf Jahre, am 1. Mai 1874 war die Kathedrale fertiggestellt. Die Kathedrale wurde am 20. Juli 1874 vom Metropoliten Pajsije eingeweiht.
Die Finanzierung der Kathedrale, von Baubeginn 1863 bis zur Fertigstellung, wurde durch Spenden der orthodoxen Bürger Sarajevos und der umliegenden Dörfer größtenteils selbst aufgebracht. Aber auch die Belgrader Bevölkerung spendete Geld für den Bau, darunter auch der serbische Fürst Mihajlo Obrenović. Auch Serbisch-orthodoxe Händler aus Dubrovnik, Wien und Triest spenden Geld zum Kathedralenbau. Metropolit Sava Kosanović spendete ebenfalls Geld, als er sich in Russland aufhielt. Selbst der Sultan Abdülaziz spendete Geld zum Bau der Kathedrale. Als Baumeister wurde Andrej Damjanov aus Veles verpflichtet, der auch die orthodoxe Dreifaltigkeitskathedrale in Mostar errichtete.

### Im Ersten Weltkrieg

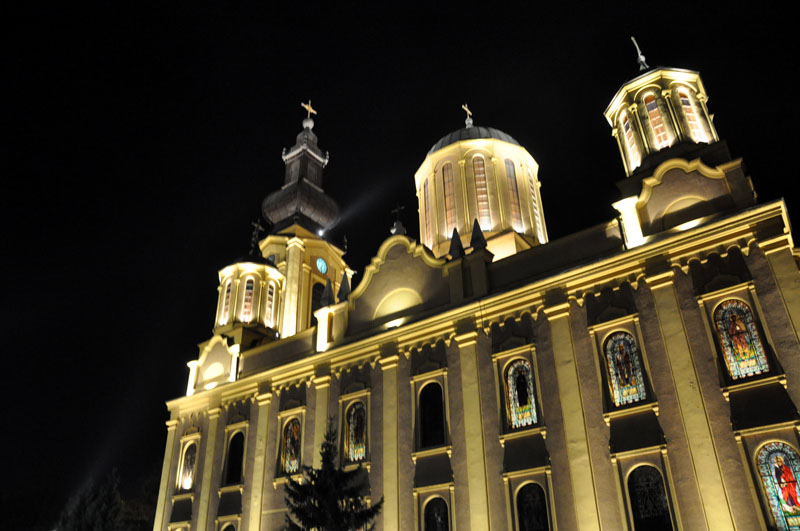
Kathedrale bei Nacht

Nur einen Tag nach dem Attentat von Sarajevo vom 29. Juni 1914 kam es zu anti-serbischen Demonstrationen in Sarajevo. Bei diesen Demonstrationen wurden das serbisch-orthodoxe Seminargebäude und der Metropolitensitz beschädigt, ehe sich die Demonstranten zur orthodoxen Kathedrale bewegten. Im Ersten Weltkrieg wurden das Bleidach der Kathedrale und die Kirchenglocken von den Österreichern entfernt. Anstelle des Bleidaches wurde die Kathedrale mit einem minderwertigen Messingdach eingedeckt, das maßgeblich dazu beitrug, dass die Kathedrale im Ersten Weltkrieg verfiel.
Die nach dem Krieg stattfindenden Renovierungsarbeiten am Äußeren und im Inneren der Kathedrale dauerten bis zum Mai 1921. Die Kathedrale bekam im Zuge dieser Renovierung ein Kupferdach. Das Innere wurde mit Ölfarben erneuert und sie erhielt einen neuen Boden. Ebenso wurde die Kathedrale an das Elektrizitätsnetz angeschlossen. Zudem wurde die Ikonostase vergoldet. Außerdem wurden drei Glocken in Triest gekauft. Die schwerste davon wog 2800 kg, die mittlere 1600 kg und die kleinste Glocke 750 kg. Insgesamt war die Totalrenovierung bis Weihnachten 1922 beendet, so dass die Kathedrale zu Weihnachten 1922 neu geweiht wurde und die erste Heilige Liturgie stattfinden konnte.

### Im Zweiten Weltkrieg
Wenige Tage nach dem Überfall des Deutschen Reichs auf das Königreich Jugoslawien am 6. April 1941 besetzten Wehrmacht und Ustascha die Stadt Sarajevo. Im Mai 1941 verbot die Ustaša und der römisch-katholische Priester Božidar Brale die Anwendung der kyrillischen Schrift in Sarajevo. Am 12. Mai wurde der Metropolit von Sarajevo Petar Zimonjić im Metropolitensitz von Ustascha-Mitgliedern verhaftet und wenige Tage später nach Zagreb überführt. Es ist nie bestätigt worden, ob Metropolit Zimonjić 1941 im KZ Jasenovac oder Jadovno getötet wurde. Die Ustaše verboten die serbisch-orthodoxe Kirche, und alle Geistlichen, derer sie habhaft werden konnten, wurden in Konzentrationslager gebracht und dort größtenteils ermordet. Nur wenige orthodoxe Priester in Sarajevo überlebten den Zweiten Weltkrieg. Die Mariä-Geburt-Kathedrale erlitt schwere Zerstörungen und musste nach dem Krieg renoviert werden.

### Im Bosnienkrieg 1992 bis 1995

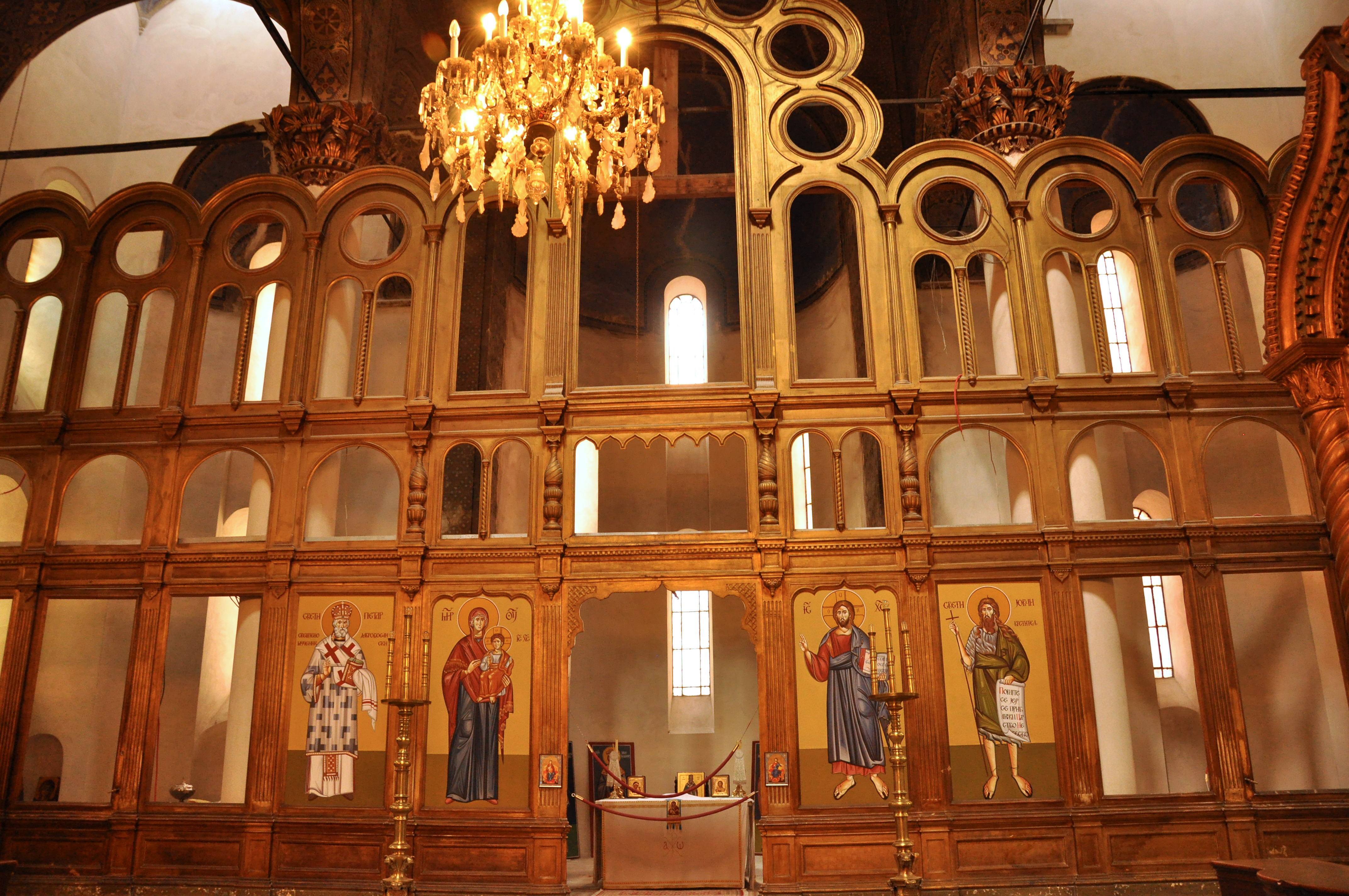
Ikonostase der Kathedrale, während einer Renovierung

Während des Bosnienkrieges und der Belagerung von Sarajevo wurde die orthodoxe Mariä-Geburt-Kathedrale schwer beschädigt. Gottesdienste fanden von 1992 bis 1996 nicht statt. Der Metropolitensitz, der sich unweit der Kathedrale befindet, wurde 1992 bombardiert und ausgeraubt. Im gleichen Jahr brannte ein Teil des Gebäudes nieder, darunter die historisch wertvolle Bibliothek und das historische Archiv. Während des Krieges floh ein großer Teil der orthodoxen serbischen Bevölkerung aus Sarajevo und kam wiederum in Gebiete, die zuvor von Truppen der bosnischen Serben „ethnisch gesäubert“ worden waren.

### Erneuerung der Kathedrale nach 1996

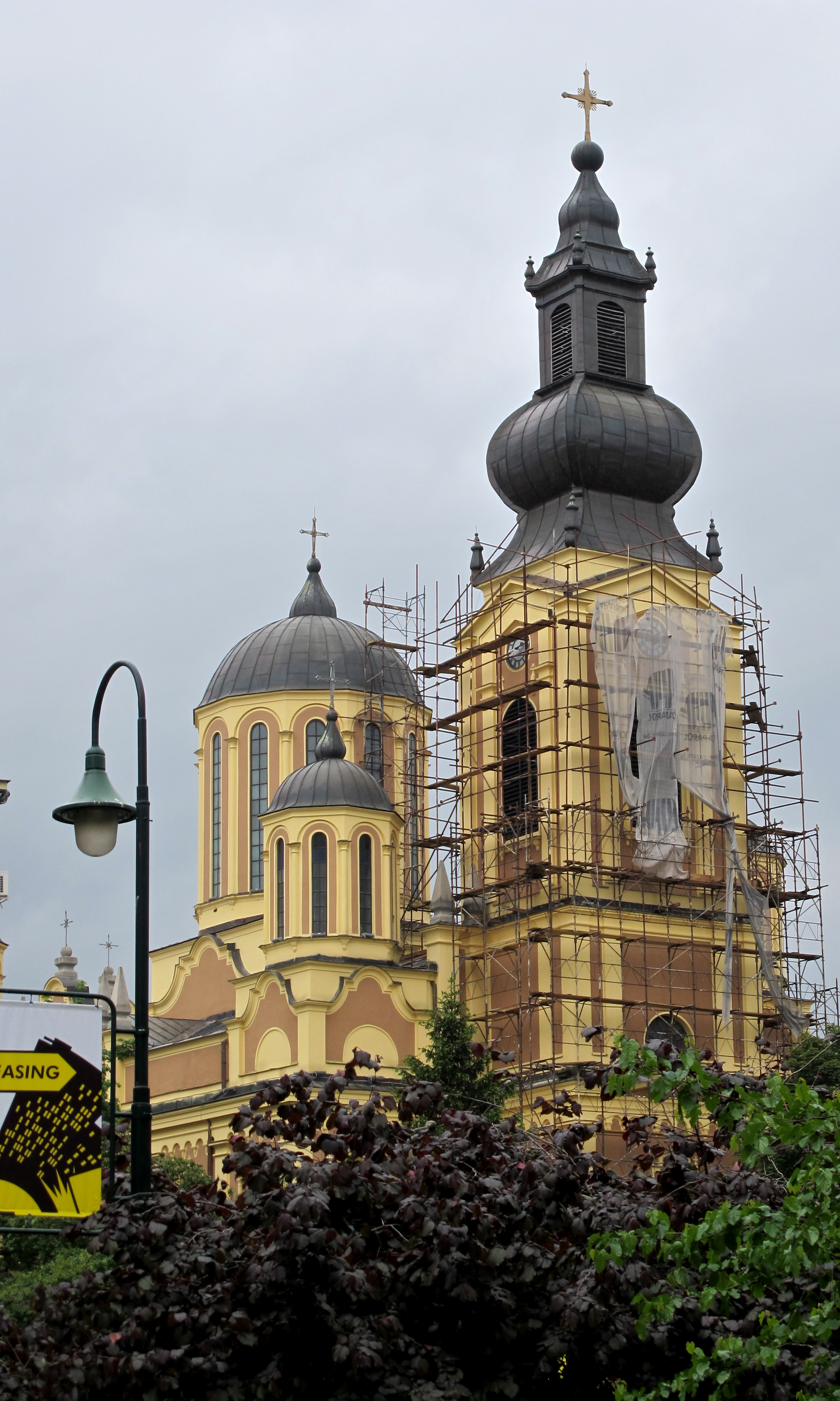
Renovierungsarbeiten an der Kathedrale

Nach dem Ende des Bosnienkrieges und der Belagerung Sarajevos 1996 wurde die Kathedrale sowohl äußerlich als auch im Inneren renoviert. Nach dem Krieg wurde das orthodoxe Priesterseminar in eine Wirtschaftshochschule umgewandelt. Mehrmals versuchte die Serbisch-orthodoxe Kirche, das Gebäude zurückzuerhalten, jedoch ohne Erfolg.
Während der kriegerischen Auseinandersetzungen verlegte Metropolit Nikolaj zeitweilig seinen Sitz aus Sarajevo in die Republika Srpska, den serbischen Landesteil in Bosnien und Herzegowina. Ausgesucht wurde die Kleinstadt Sokolac, so dass die orthodoxe Kirche Hl. Elias in Sokolac kurzzeitig zur Kathedralskirche der orthodoxen Eparchie wurde. Die orthodoxe Bevölkerung Sarajevos forderte, dass wieder die Mariä-Geburt-Kathedrale die Bischofskirche der Eparchie werden möge. Nach einiger Zeit stabilen Friedens verlegte Metropolit Nikolaj den Eparchiesitz wieder zurück. Alle wichtigen kirchlichen Feste, darunter die Heiligen Liturgien zu Weihnachten und Ostern, wurden wieder in der Kathedrale gefeiert.

## Architektur
Die Kathedrale ist eine dreischiffige Basilika mit den für orthodoxe Kirchengebäude typischen fünf Kuppeln auf dem Dach, die für Christus und die vier Evangelisten stehen. Der Grundriss bildet ein langgestrecktes griechisches Kreuz. Die Kathedrale wurde aus Stein gebaut, das Dach mit Blei gedeckt. Die Kathedrale besitzt sechs Türen. Der Boden besteht aus Marmorplatten. Dreistufig aufgebaut sind der Altar und dessen Vorraum.
Die Ikonen auf der Ikonostase wurden vergoldet, Metropolit Sava Kosanović hatte diese Ikonen 1873 aus Russland mitgebracht. Entlang der Wände stehen hölzerne Bänke für Alte und Schwache. An der rechten Säule befindet sich der Metropolitenthron, links davon steht der vergoldete Altartisch. Hinter dem Altartisch erhebt sich eine ebenfalls vergoldete Kanzel, auf der ein goldenes Buch liegt, aus dem der Priester das Evangelium verkündigt. Außerdem ist dort der Platz des goldenen Kelches. Die Kathedrale besitzt acht Kuppeln, fünf große – je eine für Christus und die vier Evangelisten – und drei kleine Kuppeln als Symbol der Trinität stehen über dem Altar.
Entlang der Wände befinden sich jeweils zwei Fensterreihen. Die Kathedrale ist 37 Meter lang und 22,50 Meter breit. Die Höhe der Wände beträgt 15,5 Meter, die der Hauptkuppel 34 Meter und die der Nebenkuppeln 20 Meter. Der Kirchturm, im barocken Stil erbaut, ist 45 m hoch. Die Kathedrale war Motiv vieler Gemälde verschiedener Künstler, darunter des serbischen Künstlers Paja Jovanović.

## Der Chor der Kathedrale
In der orthodoxen Kathedrale zu Sarajevo singt seit 1888 der serbisch-orthodoxe Kirchenchor „Sloga“ (dt.: Einheit). Der Kirchenchor entstand aus der orthodoxen Bevölkerung Sarajevos, vor allem bestand er aus Handwerkern unter Leitung von Risto Maksimović, dem Erzpriester Sijepo Trifković und Erzpriester Đorđe Petrović, der ein Mitglied des orthodoxen Sängerverbandes „Sloga“ war.
Der Kirchenchor war bis 1992 aktiv, als Vorzeichen auf Krieg in Bosnien deuteten. Wegen einer Krankheit des Dirigenten Branko Glumac verließ dieser den Kirchenchor im Jahr 1993 und seine Schwester, die Musikprofessorin Branka Bošnjak, übernahm die Chorleitung. Alle orthodoxen Kirchen in Sarajevo wurden während des Krieges geschlossen, außer der alten orthodoxen Kirche in der historischen Baščaršija, wo sich der Kirchenchor Sarajevos dank der Organisation durch Erzpriester Krstan Bijeljac treffen konnte.
Heute wird der Kirchenchor von Diakon Duško Sandić geleitet, der Professor für Kirchenmusik ist. Der Chor hat 40 aktive Mitglieder, die in der Kathedrale und allen anderen orthodoxen Kirchen von Sarajevo und dessen Umgebung singen.

## Galerie

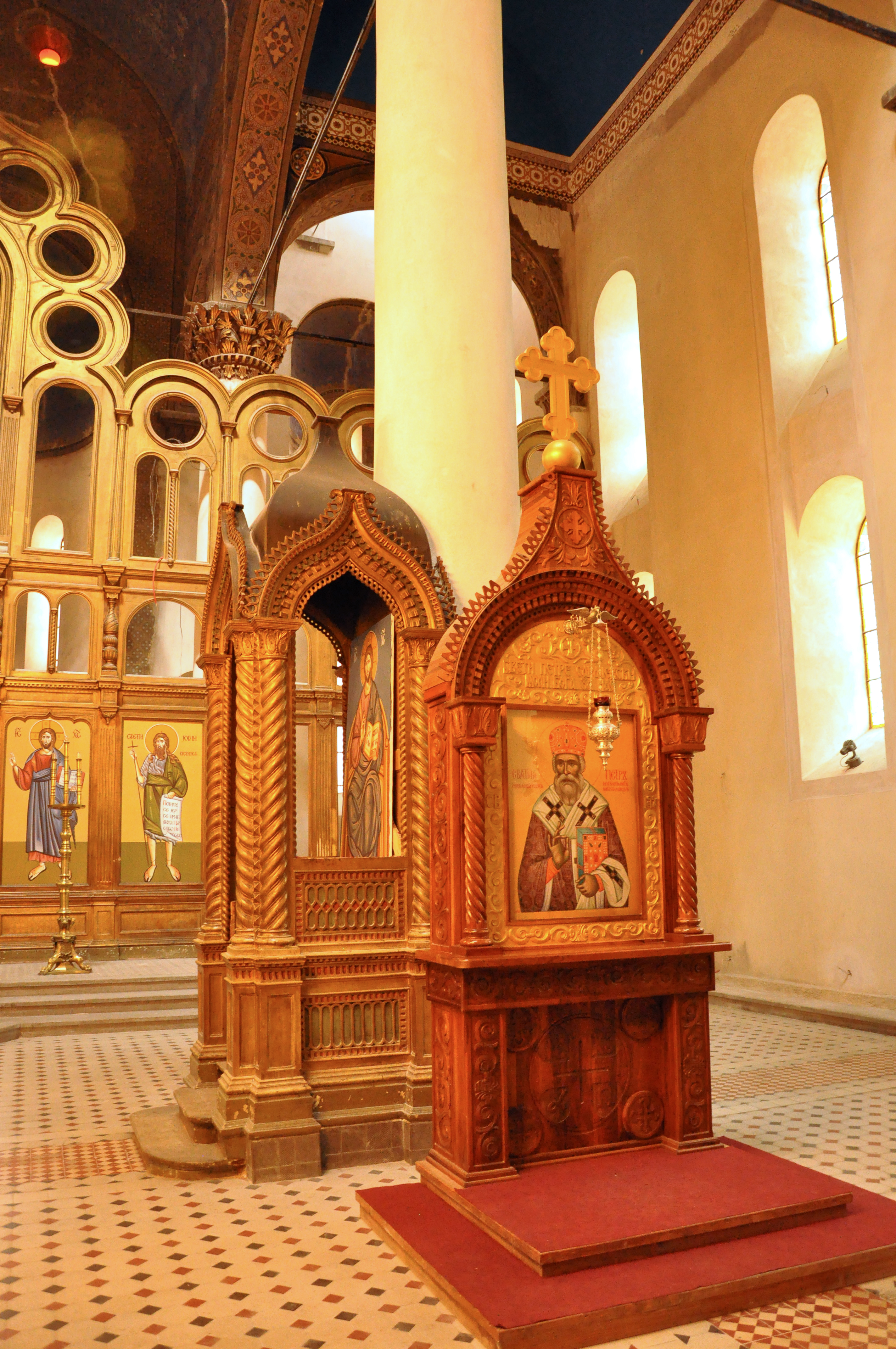
Ikone des Hl. Priestermärtyrers Metropolit Petar  Dabrobosanski
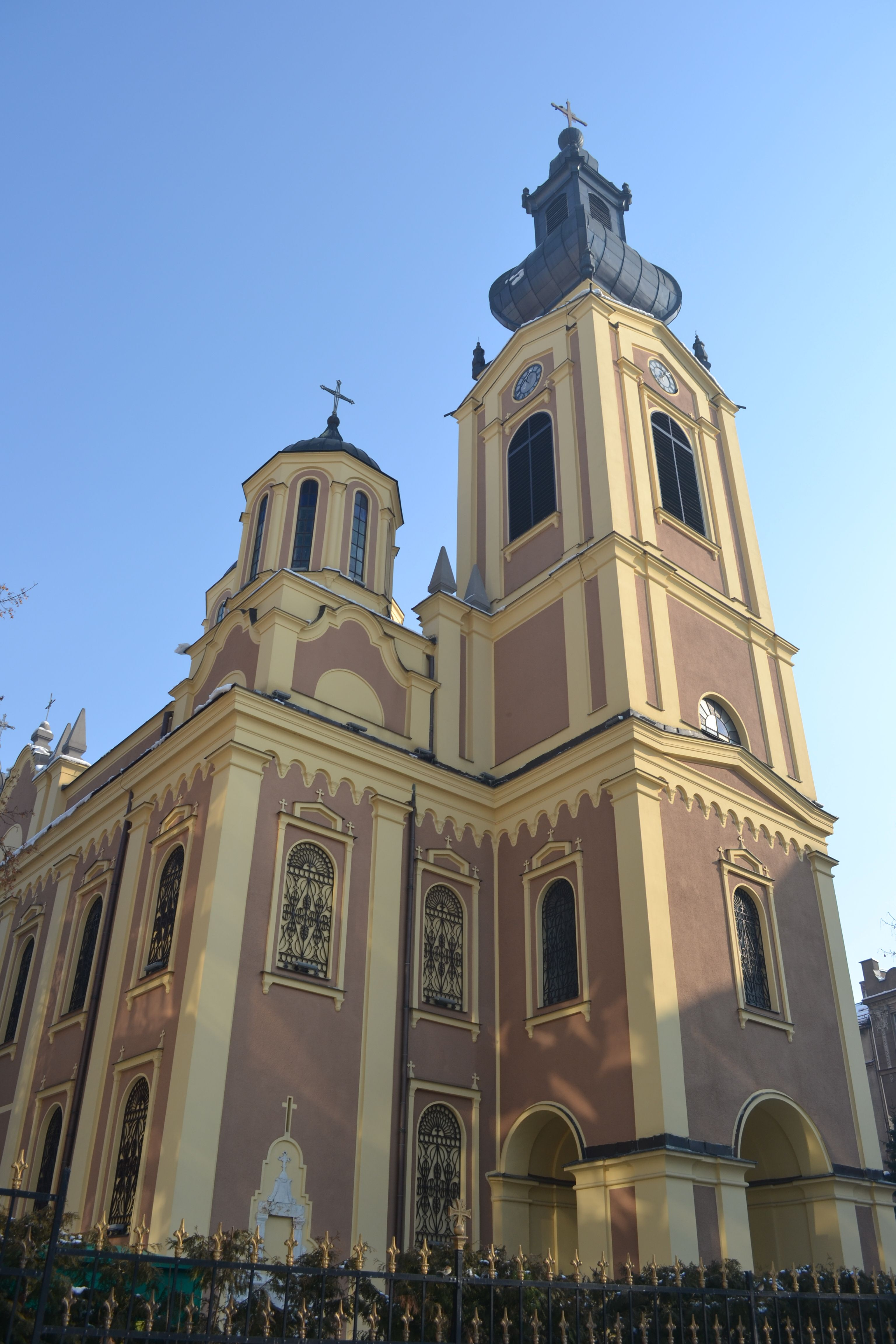
Kirchturm der Kathedrale
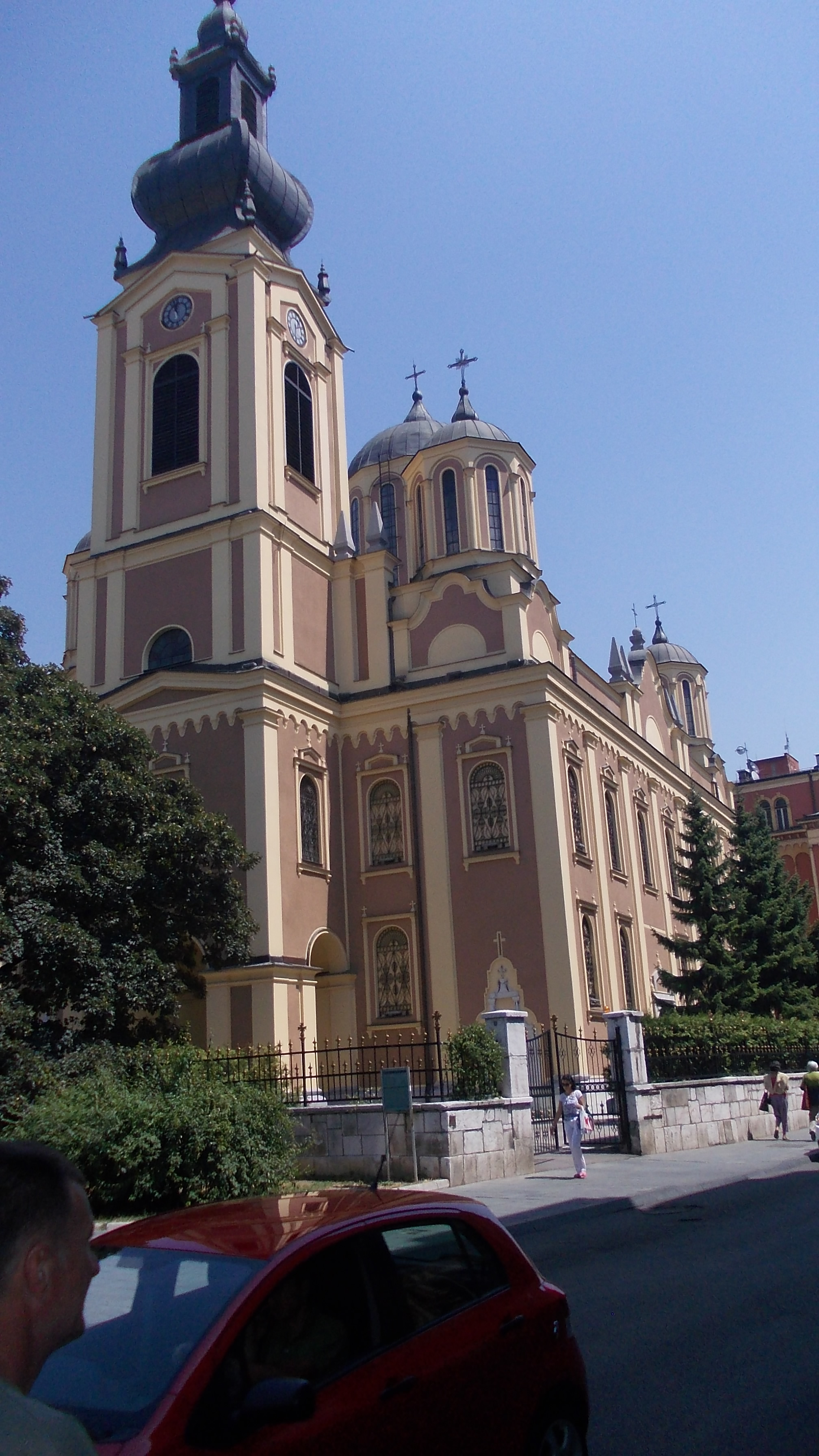
Kathedrale im August 2012
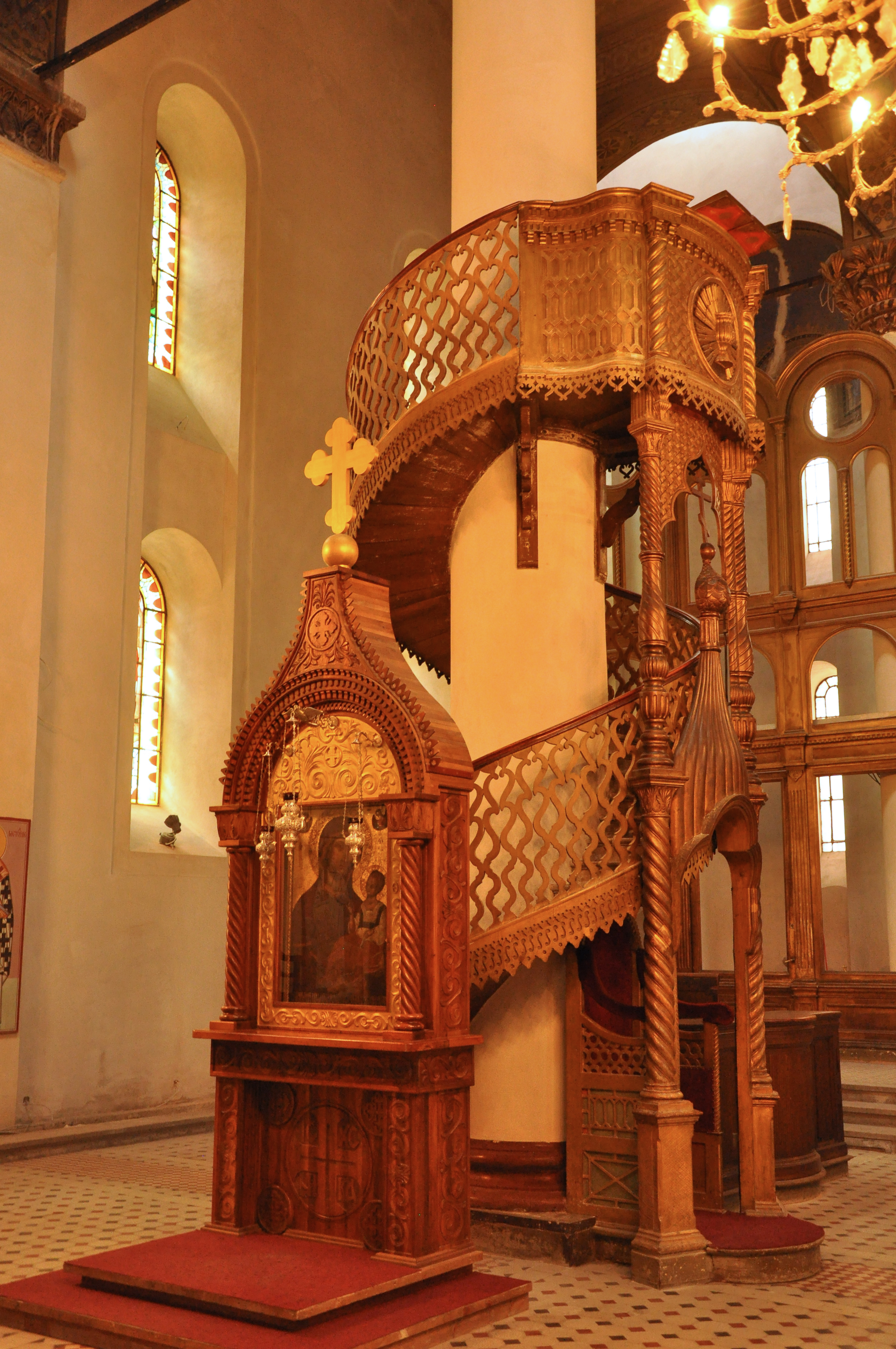
Gottesmutterikone in der Kathedrale